# Gerhard Riedmann (Schriftsteller)
Gerhard Riedmann (* 12. Mai 1933 in Sterzing, Südtirol; † 25. November 2003 in Bozen, Südtirol) war ein Lehrer, Schriftsteller und Theatermann.

## Leben
Gerhard Riedmann wurde in Sterzing geboren. Er studierte Germanistik, Romanistik und Geschichte an den Universitäten Padua, Tübingen und Bonn. 1958 promovierte er zum Dr. phil. und arbeitete danach als Lehrer für Deutsch und Geschichte bis 1994 in Bozen.
Riedmann war Mitglied des Bundes Deutscher Schriftsteller (BDS) und der Interessengemeinschaft Österreichischer Autorinnen Autoren (IG). Von 1972 bis 1985 war er Kulturberichterstatter für Südtirol bei der Tiroler Tageszeitung in Innsbruck. Er verfasste Beiträge für Das Fenster (Tiroler Kulturzeitschrift) und arbeitete regelmäßig für „Kulturberichte aus Tirol“ (1984–2002). Ferner war er beim Österreichischen Rundfunk und bei der RAI, Sender Bozen tätig.
Riedmann inszenierte Theaterstücke moderner Autoren (u. a. auch mit Schulklassen) – von Bert Brecht, William Shakespeare, Ödön von Horváth, Samuel Beckett, Oscar Wilde u. a. Er war Mitbegründer und Leiter der „Tribüne“ Bozen sowie Referent auf diversen Tagungen zu den Themen Sprache und Literatur im deutschsprachigen Raum.
Riedmann verfasste Lyrik, Prosa, Theaterstücke und Sachbücher.
Er starb am 25. November 2003 im Alter von 70 Jahren in Bozen an den Folgen von Krebs.

## Werke
- Wortklaubereien. Aphorismen-Sammlung. Rheine 2003, ISBN 3-934115-12-8.
- Pilatus. Theaterstück. Rheine 2002.
- Kedril, der Vielfraß. Theaterstück. Rheine 2002.
- Trojanische Pferde. Satirische Prosatexte. Rheine 2001, ISBN 3-934115-08-X.
- Salern – Das Seminar der Tiroler Kapuziner. Bozen 1996.
- Kugelblitze. Aphorismen. Bozen 1994, ISBN 88-7014-825-4.
- mit Josef Feichtinger: Begegnungen – Tiroler Literatur des 19. und 20. Jahrhunderts. Bozen 1994, ISBN 88-7014-801-7.
- Heimat: Fiktion – Utopie – Realität. Erzählprosa in Tirol von 1890 bis heute. Innsbruck 1991, ISBN 3-85124-148-7.
- Die Besonderheiten der deutschen Schriftsprache in Südtirol. Dudenverlag 1972.
- Im Reich der Brombeere. Weger, Brixen 2007, ISBN 978-88-88910-46-8.